# Contrato
Contrato (portugiesisch für: Vertrag, spanischer Titel: El Contrato) ist ein Actionthriller des portugiesischen Regisseurs, Schauspielers und Produzenten Nicolau Breyner aus dem Jahr 2009.
Es ist eine Adaption des Kriminalromans Requiem para D.Quixote von Dennis McShade, Pseudonym des portugiesischen Journalisten und Autors Dinis Machado (1930–2008).

## Handlung
Der Auftragskiller Peter McShade soll einen Mann in Marokko erschießen. Dabei geht jedoch etwas schief und er tötet stattdessen den Neffen eines New Yorker Mafiabosses.
Einige Zeit später ist McShade in Lissabon, um einen weiteren Job zu erfüllen. Er soll nun Giorgios Thanatos töten, den Mafiaboss für die ganze Iberische Halbinsel. Doch die Aufgabe ist nicht einfach, und alte Rechnungen lassen die Situation sich weiter zuspitzen.
Der Zuschauer taucht im Verlauf des Films in die Unterwelt eines Auftragskillers ein und begleitet ihn bei seinen zahlreichen gewalttätigen, aber auch erotischen Begegnungen, bis zum unerwarteten Ende.

## Produktion und Rezeption
Der Film ist eine Koproduktion der portugiesischen Filmproduktionsgesellschaft Hora Mágica und des privaten portugiesischen Fernsehsenders TVI, mit finanzieller Unterstützung durch die Filmförderungsanstalt ICA.
Nach einer Vorpremiere am 13. Januar 2009 im Lissabonner Cinema São Jorge hatte Contrato seinen Kinostart am 15. Januar 2009. Er verkaufte danach 45.570 Eintrittskarten und gehört damit zu den erfolgreichsten portugiesischen Filmen. Danach wurde er auch in Brasilien und Kanada gezeigt.